# Pézsmacickányok
A pézsmacickányok (Desmanini) az emlősök (Mammalia) osztályának Eulipotyphla rendjébe, ezen belül a vakondfélék (Talpidae) családjába tartozó nemzetség.
A régebbi rendszertani besorolások szerint a rovarevők (Insectivora) rendjébe, aztán pedig a saját pézsmacickányformák (Desmaninae) alcsaládjába tartozott; azonban manapság az idetartozó két faj újból vakondformának számít.

## Tudnivalók
A keleti pézsmacickány főleg Oroszország európai részén és a környező területeken fordul elő, míg a pireneusi pézsmacickány amint neve is utal rá, a Pireneusok lakója. Vízhez alkalmazkodott élőlények, lábaik úszóhártyások. Habár a vakondfélékhez tartoznak, nem a legjobb üregásók. Pofáik hosszú ormányszerű orrban végződnek, farkuk csupasz.

## Rendszerezés
A nemzetségbe az alábbi 2 élő nem tartozik; mindkettő egy-egy élő fajjal:
- Desmana Güldenstädt, 1777
  - keleti pézsmacickány (Desmana moschata) (Linnaeus, 1758)
- Galemys Kaup, 1829
  - pireneusi pézsmacickány (Galemys pyrenaicus) (É. Geoffroy, 1811)

## Képek

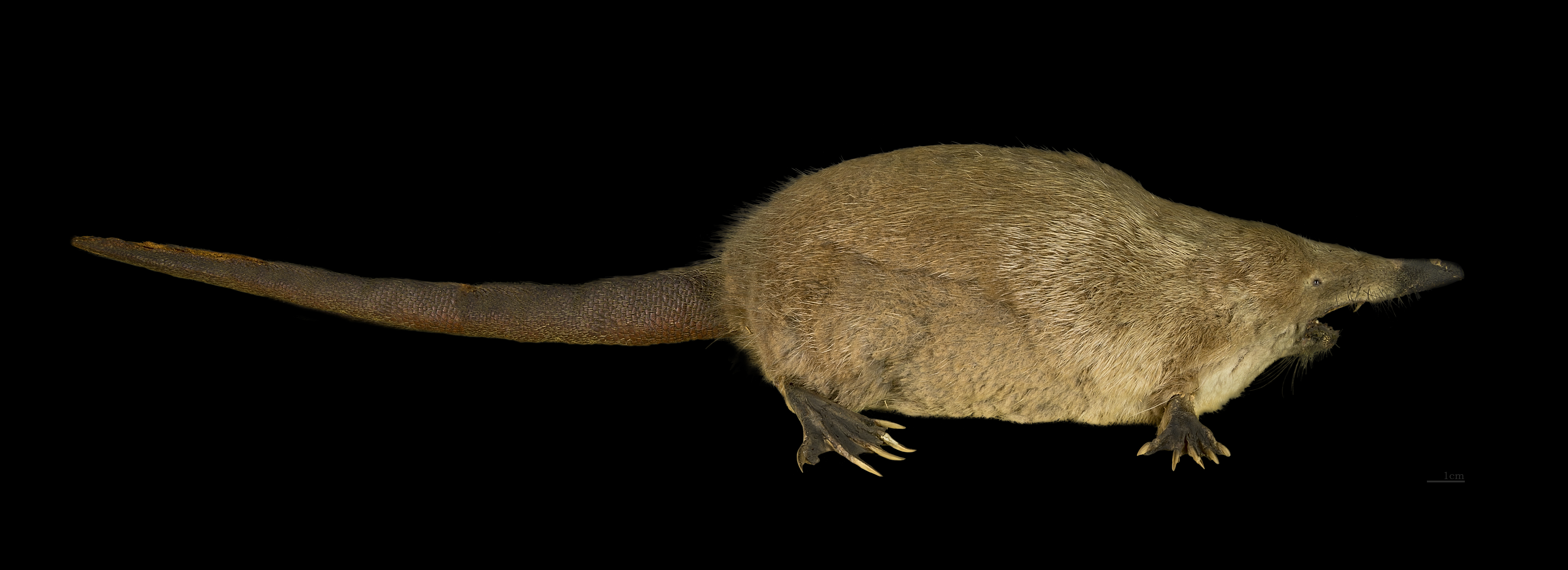
Keleti pézsmacickányok
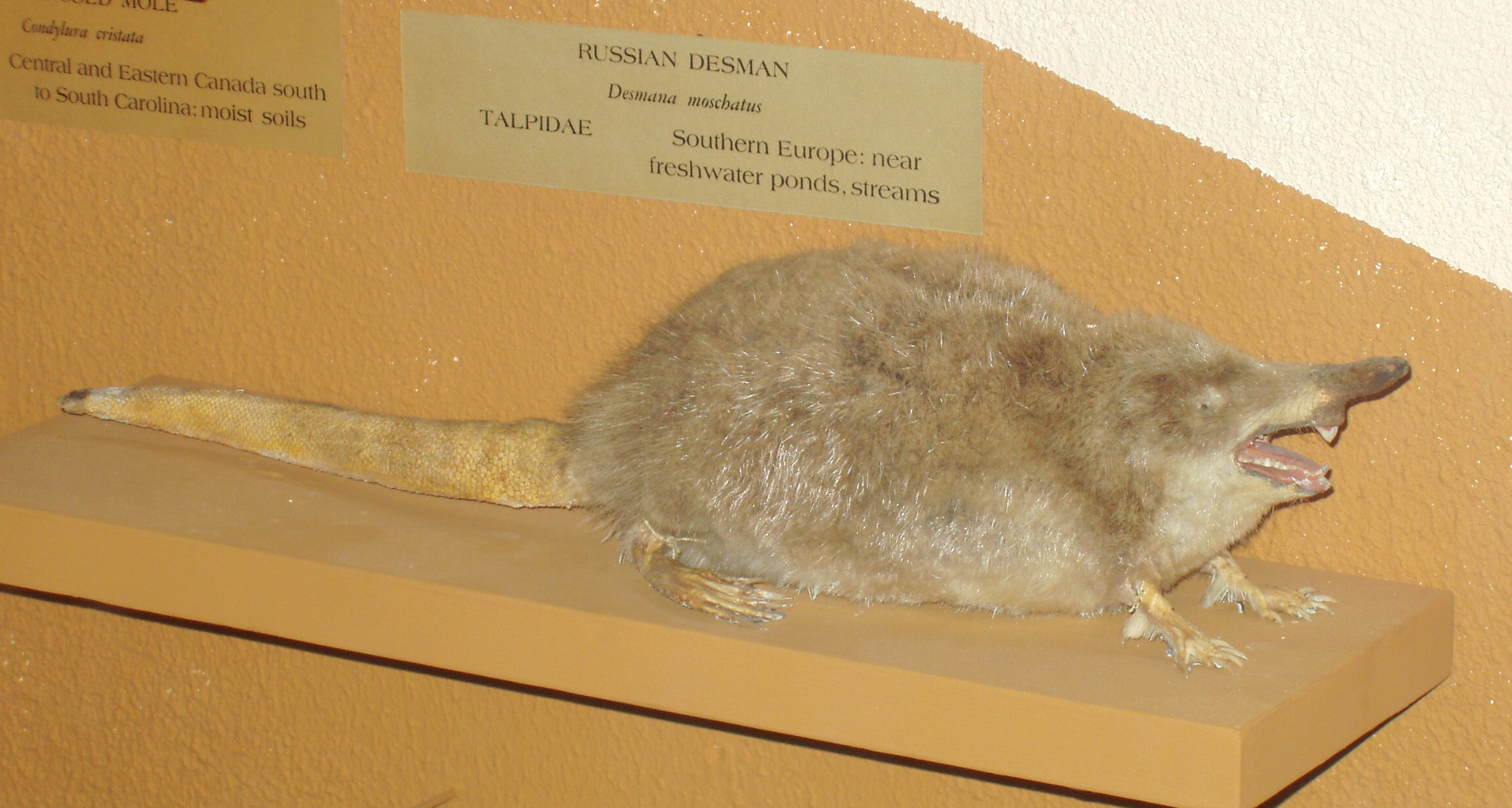
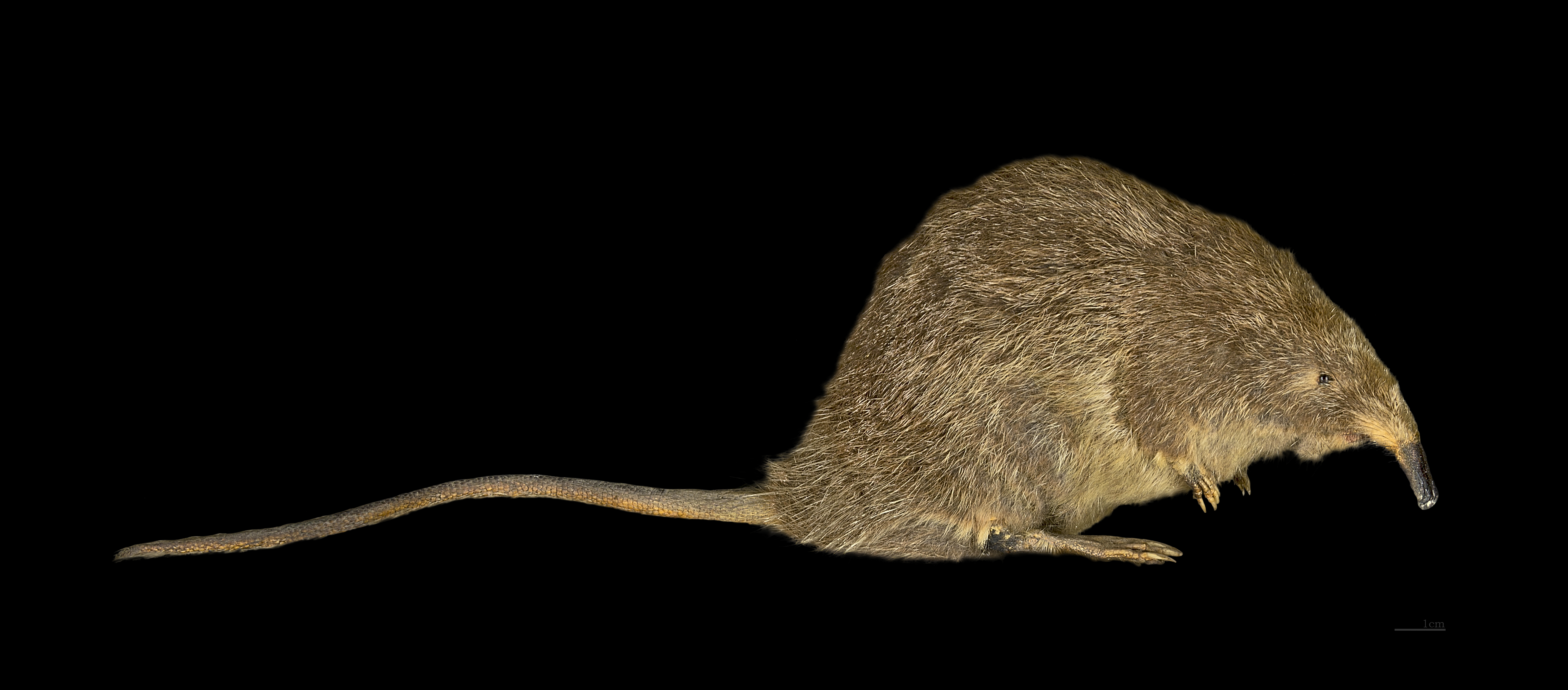
Pireneusi pézsmacickányok
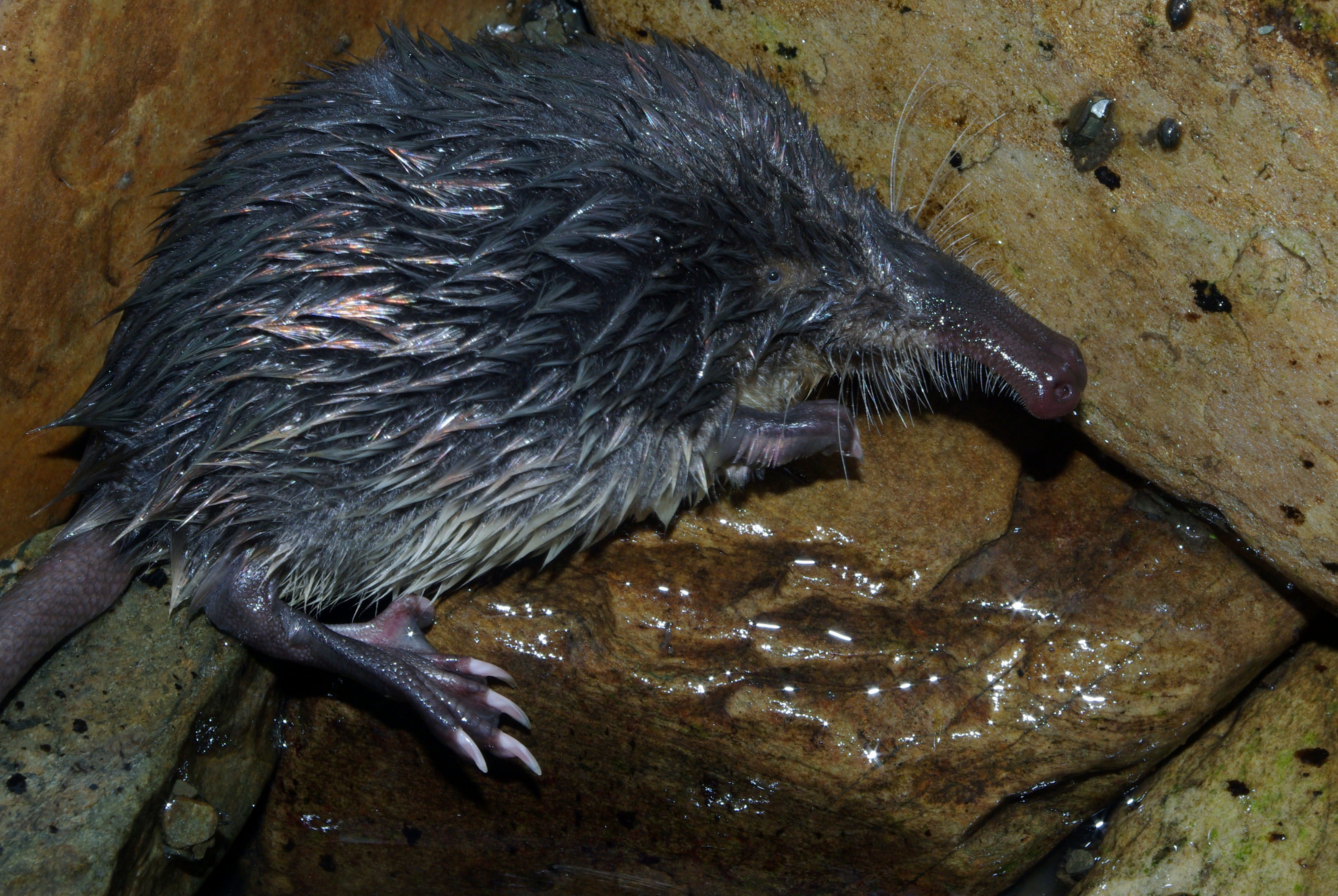

### Fordítás
- Ez a szócikk részben vagy egészben  a   Desman című angol Wikipédia-szócikk ezen változatának fordításán alapul.  Az eredeti cikk szerkesztőit annak laptörténete sorolja fel. Ez a jelzés csupán a megfogalmazás eredetét és a szerzői jogokat jelzi, nem szolgál a cikkben szereplő információk forrásmegjelöléseként.